# Пютуа
«Пютуа» (фр. Putois) — известный рассказ Анатоля Франса, пародирующий религиозные легенды о богах, святых и чудотворцах.

## История и замысел рассказа
Рассказ впервые напечатан в газете «Le Figaro» с 17 по 31 октября 1900 года и развивает мотив иронического переосмысления христианских преданий, характерный для всего творчества Франса. По воспоминаниям М. Кордэ, в рассказе «Пютуа» Франс стремился объяснить происхождение христианства, или, как выразился один из героев рассказа, создать «сжатую формулировку всех человеческих верований». «Боги, — говорил Франс, — переживают три этапа в народном воображении. Сначала они — чисто отвлеченные представления. Затем они присваивают себе мысли, поступки, создавших их людей. Наконец, они спускаются на землю. Впрочем, в этой последней стадии они столь же мало реальны, как и в предыдущих». По выражению М. А. Кузмина, «… происхождение мифов и своё отношение к ним А. Франс достаточно выразил в рассказе „Пютуа“, где из фразы, невзначай сказанной, выдуманной, которой не придавали никакого значения, вырос целый миф, родилось существо со свойствами, характером, именем, поступками до того реальными, что этому вымышленному лицу приписывали даже настоящего живого ребёнка».

## Сюжет
Главный герой рассказа Люсьен Бержере, также являющийся протагонистом известного цикла романов Франса Современная история, и его сестра Зоя рассказывают дочери Бержере, Полине, семейное предание о вымышленном садовнике по имени Пютуа, некогда придуманном их матерью в качестве отговорки, избавляющей семейство Бержере от визита к назойливой родственнице, г-же Корнуйе. 
Г-жа Корнуйе, увлеченная идеей заполучить Пютуа в качестве садовника, на протяжении нескольких дней настойчиво выспрашивает мать г-на Бержере о том, как найти Пютуа. Уклончивые ответы г-жи Бержере скорее подрывают репутацию Пютуа в глазах г-жи Корнуйе, чем наводят на подозрения. Задетая естественным «нежеланием» Пютуа нанести к ней визит, она окончательно утверждается в своем мнении о Пютуа как о никчёмном человеке и проходимце, и, когда у неё в огороде пропадают три дыни, она, не колеблясь, приписывает это злодеяние Пютуа. Более того, случай с кражей дынь г-жи Корнуйе попал в руки газетчикам, которые украсили образ Пютуа дополнительными подробностями.

«У него, — сообщала газета, — низкий лоб, разного цвета глаза, бегающий взгляд, морщинки на висках, выдающиеся скулы, красные и лоснящиеся. Плоские уши, сутуловатый, тщедушный с виду, а на самом деле удивительно сильный, он легко двумя пальцами гнул монету в сто су». 
Отныне Пютуа приобрел все черты мифологического персонажа. Он проявляет способность загадочным образом одновременно появляться в разных местах и демонстрирует поразительную ловкость и неуловимость во всех своих проделках — теперь на него нетрудно списывать все странные и необъяснимые происшествия в городе.
Так неожиданно для всех беременеет кухарка г-жи Корнуйе, Гудула, которую прежде от превратностей любви спасала борода, длинная и раздвоенная. Самый тщательный допрос со стороны г-жи Корнуйе не дал ответа об отцовстве ребёнка. И здесь её осеняет несомненная, по её мнению, догадка. По городу немедленно разносятся слухи, что Пютуа является отцом ещё нескольких нежданных детей. Отныне Пютуа, этот незримый сатир, угрожает не только имуществу горожан, но и спокойствию всего женского населения Сент-Омера. Жители городка уже едва ли не восхищаются оборотливостью и ловкостью этого легендарного героя, обретшего благодаря их же стараниям черты реального человека.

«Существовать — замечает по этому поводу сам г-н Бержере, — никак не предполагает субстанции, а предполагает лишь связь субъекта с атрибутом, выражает чистое отношение». 
Пютуа, по мнению г-на Бержере, как и многие мифологические существа, был в известном смысле не менее реален, чем многие реальные личности, ибо оказывал не меньшее, а подчас и большее влияние на людей, чем они:

«… самое глубокое и длительное воздействие на души производят не столько реальные, сколько воображаемые существа. Всегда и везде существа, не более реальные, чем Пютуа, внушали народам ненависть и любовь, ужас и надежду, толкали на преступления, принимали жертвы, создавали законы и нравы». 
Однажды служанка доложила г-же Бержере, что её ожидает посетитель, представившийся как Пютуа. Заинтригованная, г-жа Бержере, вышла встретить гостя, но того уже и след простыл. Отныне и сама г-жа Бержере потеряла уверенность, что существование Пютуа было чистой выдумкой.

## Критика и последующее влияние
Евгений Замятин в статье «Новая русская проза», рассказывая об известной группе «Серапионовы братья», главой которой считался он сам, писал: «Впрочем, „Серапионовы братья“ — вообще выдуманы, как знаменитый Пютуа у Анатоля Франса: Пютуа приписывали разные поступки и даже преступления, но никакого Пютуа не было — он был выдуман г-жой Бержере. Этой Бержере в данном случае был отчасти и я…»
Известная венгерская математик Рожа Петер в своей книге «Игры с бесконечностью» назвала «мнимые, но важные математические объекты», такие как «знаменитая бесконечно удалённая точка, сходящиеся параллели или не менее знаменитые мнимые числа» «элементами Пютуа».
Критик Аркадий Белинков замечает параллели между сюжетными линиями «Подпоручика Киже» Юрия Тынянова и историей Пютуа.